# Fazienda de Ultramar

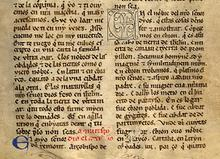
Párrafo del manuscrito de la Fazienda de Ultramar, conservado en la Universidad de Salamanca.

La Fazienda de Ultramar es un libro del primer cuarto del siglo XIII que constituye un itinerario geográfico e histórico como guía de peregrinos a Tierra Santa, habitualmente relacionado con los libros de viajes y las Biblias romanceadas. Constituye uno de los primeros ejemplos de la literatura española de narración en prosa romance, y algunos pasajes que recogen traducciones de la Biblia testimonian un estado de lengua que puede datarse en la segunda mitad del siglo XII. 

## Contenido
Principalmente, la obra se presenta como un itinerarium geográfico siguiendo el modelo de una guía de peregrinos a los lugares santos de Jerusalén y Belén. Se podría relacionar con los libros de viajes, si bien su recorrido está tomado de otros itinerarios anteriores y no de un viaje real. El libro también incorpora una de las traducciones más tempranas de la Biblia a una lengua romance en la península, concretamente se vierten libros históricos y proféticos del Antiguo Testamento, como el Pentateuco, el Libro de Josué y el de los Jueces, aunque no de la versión Vulgata sino de una traducción distinta latina del texto hebreo realizada en el siglo XII, junto con algún episodio del Nuevo Testamento, fragmentos hagiográficos, y leyendas e incluso algún material procedente de la antigüedad clásica.

## Estructura, autoría y datación
El libro se abre con dos cartas. En una de ellas (de la que se obtuvo el título por el que la obra es conocida) cierto «don Remont, arçobispo de Toledo» pide a su amigo de juventud, «don Almeric, arçidiano de Antiochia»:

que tú me envíes escripto en una carta la fazienda de Ultra Mar e los nombres de las cibdades e de las tierras como ovieron nombre en latín e en hebraico, e cuánto ha de la una cibdat a la otra, e las maravillas que Nuestro Señor Dios fezo en Jherusalem e en toda la tierra de Ultra Mar

En la carta de respuesta Almeric consiente en escribir la obra pedida. Este intercambio epistolar se tuvo como auténtico y eso hizo pensar en que la obra fue compuesta en la época en que el arzobispo de Toledo era Raimundo, arzobispo de Toledo entre 1124 y 1152 (el «don Remont» citado). Sin embargo el estado lingüístico, las objeciones históricas (Almeric era francés y en el siglo XII estas cartas hubieran sido escritas en latín o, menos probablemente, en francés) y el contexto socio-histórico que se desprende de la obra hacen tener como apócrifa la autoría de Raimundo junto con una fecha de composición entre 1126 y 1142, postulada por su editor moderno Moshé Lazar.

## Manuscritos y ediciones
La obra se nos ha transmitido en un solo manuscrito, que se encuentra en la Biblioteca de la Universidad de Salamanca (signatura 1017). 
Moshé Lazar la editó en 1965, atribuyéndola al arcediano de Antioquía, Almeric y datándola entre 1126 y 1142, atribución y datación que investigaciones posteriores han desechado (véase supra y notas 1 y 3): 
- Almerich, Arcediano de Antiochía, La Fazienda de Ultra Mar. Biblia Romanceada et Itinéraire Biblique en prose castillane du XII-ème siècle, Introduction, édition, notes et glossaire par Moshé Lazar, Salamanca, 1965.